# UWF
UWF（ユー・ダブリュー・エフ）は、かつて存在した日本のプロレス団体。正式名称はユニバーサル・レスリング・フェデレーション、ユニバーサル・レスリング連盟。1985年9月に活動休止した第1次と、1988年4月に旗揚げし1991年1月に解散した第2次の2期に分かれる。

## 概要
第1次UWFは1984年3月、新日本プロレス専務取締役営業本部長の新間寿が設立。
第2次UWF解散後はリングス、UWFインターナショナル、新UWF藤原組の3団体に分裂している。
選手入場時などで使われたメインテーマ、通称「UWFのテーマ」はUWFの象徴とされ、UWFが解散した後もUWF出身選手が大一番で使用している。また、落語家の鈴々舎馬るこが出囃子に使用している。
UWFの思想から派生した格闘系プロレス団体を総称してUWF系、略してU系と呼ぶ。
アメリカにビル・ワットが主宰していた同名のプロレス団体「Universal Wrestling Federation」が同時期に存在したが交流も関係も全くない。スティーブ・ウィリアムスらが保持していたUWFヘビー級王座は、このビル・ワット版UWFの認定王座である。
日本にも同名のプロレス団体「ユニバーサル・プロレスリング」が設立されているが関連はなくスタイルも異なる。混同を避けるため当ページのプロレス団体を「UWF」、ユニバーサル・プロレスリングは「ユニバーサル」と呼び分けることもある。

## 歴史

### 第1次UWF
旧UWF、ユニバーサルとも呼ばれる。

#### 旗揚げまでの経緯
設立の裏には当時、新日本プロレスのアントニオ猪木が起こした事業「アントン・ハイセル」の失敗により莫大な負債を抱えて、新日本がその補填をすることに対して新間寿と反猪木派社員が反目。新間が猪木の新たな受け皿として用意したのがユニバーサル・レスリング連盟（UWF）である。
前田日明によると、クーデター事件により新たな資金源が必要になった猪木が、フジテレビと契約するために作ったという。一時はクーデター派によって新間は新日本プロレスの専務取締役を解任されて同時に猪木も新日本の代表取締役社長を一時的に解任されたが、「猪木なしでの中継放送はありえない」というテレビ朝日の介入により、クーデターは未遂に終わる。この経緯から、設立前には猪木を含めた新日本所属選手の参加が噂され、旗揚げ戦のポスターにも当時の新日本主力選手や主力外国人選手の写真が載せられたが（「私はすでに数十人のレスラーを確保した」というコピーまで刷り込まれた）、結果としては前田を始め、当時の新日本で主力・エース級でない選手を中心に参加にするにとどまった。
後に前田は「猪木さんが『俺も後から行くから先に行ってくれ』と言われたので移籍した」と発言、さらに後年の補足では「新日本プロレスの業務命令による異動であった」と以下を説明した。「当時は高視聴率にもかかわらず、テレビ朝日からの恩恵は横ばいだった。そこで会社側の戦略としては新団体（ユニバーサル）を作り、テレビ朝日とフジテレビの2局体制を目論み選手間の移動も可能とする構想だったようだが、テレビ朝日との契約上から上手くいかなかった」「構想は頓挫してしまったため、猪木さん側から『取りあえずお前だけ新日に戻ってこい』と伝えられたが、何も知らず付いてきた選手もいるので自分だけ戻るわけにはいかなかった」と語っている。
外国人選手に関しては、表立ってはいなかったがジャイアント馬場のルートでテリー・ファンクが斡旋の窓口となっていた（4月開幕の旗揚げシリーズには、テリーが主戦場としていたテキサス州サンアントニオのサウスウエスト・チャンピオンシップ・レスリングからボブ・スウィータンとスコット・ケーシー、テネシー州メンフィスのCWAからダッチ・マンテルが来日）。新間は当初、自身が会長を務めていたWWFをUWFの外国人供給ルートとして考えていたが、当時のWWFは新日本プロレスとの業務提携契約が5月末まで残っており、4月の旗揚げシリーズには別ルートから外国人選手を招聘する必要があったためである。WWFのビンス・マクマホン・シニアは、新日本プロレスとの契約終了後は新間への協力を約束しており、そこで新間は、WWFとの契約締結までの外国人選手の斡旋を馬場に頼んだ。マーク・ルーインやカリプス・ハリケーンといった全日本プロレスへの来日経験者がUWFに登場したのはこのためである。6月に予定されていた旗揚げシリーズ第2弾は外国人勢が強化され、馬場のNWAルートからキングコング・バンディ、トミー・リッチ、ジャイアント・キマラなどが来日することになっていた。その見返りとして馬場は、ハルク・ホーガンやアンドレ・ザ・ジャイアントなど、WWFのトップレスラーの全日本プロレス参戦を要望していたという。
新間の退陣後はWWFとの業務提携も立ち消えとなり、ラッシャー木村、剛竜馬、マッハ隼人をブッカーに、カナダ沿海州のアトランティック・グランプリ・レスリングやメキシコのEMLLからの招聘ルートを独自に開拓。カナダからはフレンチ・マーテル、レオ・バーク、ザ・UFO、スウィート・ダディ・シキ、キューバン・アサシンなどのベテランのほか、ダニー・クロファットもフィル・ラファイアーの名義で第1次UWFに初来日している。

#### 旗揚げ
1984年4月11日、大宮スケートセンターで旗揚げ戦を開催。ポスターに掲載されていた猪木を始めとする新日本の主力選手や、ホーガン、アンドレ、ボブ・バックランドら大物外国人選手は誰も出場しなかった。そのため、これらの選手の出場を期待して来場したファンからは罵声や、当日の興行には関係のない猪木、長州力、藤波辰巳らのコールがメインイベントの前田の試合中に発生するなど波瀾含みのスタートだった。旗揚げシリーズは路線も定まらない状態だったが、6月27日、藤原喜明と髙田伸彦がホテルグランドパレスで記者会見を行い、正式にUWF入りを発表。前田の師匠格である藤原が高田を引き連れて参加したあたりから方向性が定まり始め、道場で行われるスパーリングのような関節を取り合う攻防を中心としたレスリングスタイルに転換していく。殴打技や蹴り技も取り入れており、極真会館の空手家でキックボクサーの山崎照朝を特別コーチに招いて指導を受けた。その様子は後に極真会館の空手家の松井章圭と専門誌「ゴング格闘技（1987年8月号）」で対談した際に前田自ら語っている。

1984年7月23日と24日、後楽園ホールで開催した「UWF無限大記念日」にて、約1年前に新日本から引退していたタイガーマスクこと佐山聡がザ・タイガーとして現役復帰し、佐山が設立したタイガージムでインストラクターを務める山崎一夫を引き連れて参戦。一部のマスコミやファンの強力なバックアップもあり、8月6日に正式に入団を果たす。後に新日本を退団した木戸修も加わった。なお、佐山は復帰の条件として一部フロントの追放を挙げて、これにより新間は正式にUWFから手を引き、新間に追従する形でグラン浜田も退団している。主力選手たちがカール・ゴッチの門下生であったことから、ゴッチの娘婿である空中正三も選手兼レフェリーとして参加。ゴッチ自身も居住地のフロリダからスコット・マギーやジョー・マレンコ、ヨーロッパからジョニー・ロンドスやピート・ロバーツなど外国人選手のブッキング及び若手選手の指導を協力し、UWFの目指す「ゴッチ流ストロングスタイル」のラインが出来上がり、佐山はリングネームをスーパータイガーと改めて、9月7日の後楽園ホール大会「UWF実力No.1決定戦」の第1ラウンドで藤原を、9月11日には第2ラウンドで前田を倒し、「UWF実力No.1」の称号を獲得した。UWFの試合は「シングルマッチが中心」「ロープワークを廃する」「相手の技を簡単に受けない」など、従来のプロレスのショー的要素を廃して、「キックが急所にまともに入ったら誰であってもまともに立っていられない」「関節技はポイントがガッチリ決まれば絶対に逃げられない」とする格闘技色の強いレスリングを展開。従来のプロレスに飽き足らなくなっていたファンはUWFの標榜する路線を支持し、「UWF信者」と呼ばれる熱狂的なファンを生み出した。
その一方、10月5日にはブッカーでもあった旗揚げメンバーの木村と剛が「ビクトリー・ウィークス」シリーズ後に退団。これはスタイルの違い云々ではなく、外国人選手のブッキング窓口を巡るトラブルによるものである。10月19日には佐山のUWF移籍問題で、社長の浦田昇が暴力団を介して佐山のマネージャーだったショウジ・コンチャを強要した容疑で逮捕されるなど、スキャンダルも報じられた。
佐山はタイガージム時代から「新格闘技」と称して、ルールに則った「競技スポーツ」を模索し、プロレスではなく「シューティング」、その選手には「シューター」という呼称を使うようになり、そのプロデュースを手がけることに熱心だったことから、徐々に試合ルールなどに口を出すようになり、UWFのルールが改正されていった。佐山は藤原とノーフォールマッチを行い勝利すると、1985年には所属選手の戦績から実力査定を行うリーグ戦を開催し、ランキング制度を導入してAリーグとBリーグの2軍制を取り入れた。「反則をより明確にする」、「フォールは体固めとブリッジフォールしか認めない」「減点ポイント制を導入してロープエスケープを繰り返しポイントがなくなった時点で負けとなる」「UWF認定のキック専用シューズ以外を付けてファイトする時はキック攻撃を行なってはならない」など実験的な試みを数多く取り込んでいった。

#### 活動停止
当時は「テレビ局が付いていなければ団体運営は出来ない」と言われていた時代だったが、UWFはテレビ番組が無かった。当初はフジテレビが放送するという話もあったが、立ち消えになっている。その後、TBSでの中継の話も持ち上がったが立ち消えとなり、最終的にはテレビ東京の番組「世界のプロレス」で一部の試合が放送された。しかし、放送局の関係でネット局も少なく、しかも定期放送ではなかったため、アピールするには不充分だった。
UWFはアピールの不足や、放映権料も無い事で資金繰りに苦しむことになる。その状況でメインスポンサーとして名乗りを上げたのが新聞社の「海外タイムス」であった。冠スポンサーとして団体名を海外UWFに変更、ようやく資金繰りに見込みが付いた。
しかしながら「海外タイムス」の実態は純金ペーパー商法の豊田商事の関連会社で、1985年6月18日に豊田商事会長の永野一男が殺害されると豊田商事グループは崩壊、海外タイムスも破産に追い込まれてしまう。UWFの資金繰りは再び悪化し、加えて豊田商事事件の影響でテレビ東京からも試合中継を打ち切られた。
リングでは目指すスタイルの問題や、佐山が実権を握り団体改革、ルール改正を推し進めたことで、佐山と所属選手の間に徐々に溝が生じた。1985年9月2日、大阪府立臨海スポーツセンターでは社長の浦田と新日本の山本小鉄との会談が行われ、新日本との業務提携交渉がスタートしたが当日の興行では第2回公式リーグ戦で前田が佐山に喧嘩マッチを仕掛け、佐山は前田の蹴りが自分の下腹部に当たったとしてレフェリーに反則を主張。前田の反則負けとなるが実際は下腹部には当たっておらず、佐山が一方的に試合を終わらせたものと見られている。その後、前田は欠場。この事件は暗い影を落として9月11日、後楽園ホール大会を最後に活動停止したが、リングでの解散宣言は行われなかった。
佐山は再びプロレス界から身を引き、標榜する新しい格闘技「シューティング（後の修斗）」の設立に力を注ぐことになる。

### 新日本プロレスとの業務提携
活動停止後に社長の浦田昇は、新日本・全日本との本格的な業務提携交渉を開始。全日本との交渉は、長州力らジャパンプロレス勢や、先にUWFを退団して全日本に参戦していたラッシャー木村や剛竜馬ら旧国際プロレスの選手たちによって飽和状態であり、所属選手全員を受け入れる余力はなかった事から決裂。新日本との交渉に望みをかけた。新日本との交渉は難航したが、1985年12月6日に業務提携を発表。前田、高田、山崎、藤原、木戸が古巣である新日本に電撃復帰することになった。
前田は挨拶に立った新日本のリングで「この1年半、UWFの戦いがなんであったかを確認するために新日本に来ました」と宣言した。なお、崩壊以前から前田はジャイアント馬場から「全日本に来ないか」と誘われていたが、上記の通り選手は飽和状態で、馬場がオファーしたのは前田と高田だけだった為、他の選手の事を考え断っている。
1986年1月、新日本からの要求により、猪木への挑戦権を賭け、5選手による「UWF代表者決定リーグ戦」が新日本新春シリーズにて行われる。2月5日の大阪城ホール大会で、リーグ戦を勝ち抜いた藤原と前田によるUWF代表者決定戦が行われ、試合は両者リングアウトの後、延長戦となり、終盤、前田は藤原をスリーパーで決めるが、その一方で藤原も前田をレッグロックに捕える。藤原が口から泡を吐いて失神同然になったものの、前田も同時にタップ。レフリーのミスター高橋は藤原の勝利を告げ、UWF代表として猪木への挑戦権を獲得。2月6日、両国国技館で行われた新日本プロレス対UWFの頂上対決は、かつての師匠と、その付き人の一戦となる。試合は猪木があくまでも自分が格上であることを意識した試合を運び、局部への蹴りや顔面へのストレートパンチとラフファイトの末に藤原は絞め落とされ敗戦したが、直後に前田がリングに乱入し、勝ち名乗りを上げる猪木の顎に不意打ちのハイキックを見舞いダウンさせた。前田は反則技を織り交ぜた上で藤原に勝利した事に激昂、「アントニオ猪木なら何をやっても許されるのか」と猛批判して、これを契機に新日本とUWFの全面抗争に突入する。
彼らはUWFスタイルを貫いて新日本に真っ向からイデオロギー対決を挑み、2つの異なるスタイルが対決するスリリングな展開（実際は新日本はロープの反動を利用しないUWFスタイルでの戦いを強いられることになった）は、佐山聡（タイガーマスク）の引退や長州を筆頭とするジャパンプロレス勢の大量離脱、マシーン軍団の登場による迷走等によりかつての勢いを失いかけていた新日本の戦い模様に再び火をつけ、ファンも出戻り組のUWFを大いに歓迎。当時、ワールドプロレスリングで実況担当していた古舘伊知郎は「闘いのカムバックサーモン現象」と呼んだ。
その中で今も語り継がれる名勝負や名シーンも数多く生み出されている。1986年3月26日、東京体育館大会で新日本対UWFの5対5イリミネーションマッチが行われた。4月29日、津市体育館での前田対アンドレ・ザ・ジャイアント戦のシュートマッチは、先鋭化する一方の前田を潰すために新日本が画策したものとされ、この試合はテレビ収録されたにもかかわらず、あまりに異質な試合になったためお蔵入りとなった。前田は「やっちゃっていいんですか」と何度もセコンドに確認を入れて結果的にアンドレを戦意喪失に追い込んでいる。10月9日、両国国技館での2大異種格闘技戦で行なわれた前田対ドン・中矢・ニールセン戦での勝利で、前田は猪木に代わり「新・格闘王」という称号を得る。高田と越中詩郎のIWGPジュニアヘビー級王座を巡る対決を中心としたジュニア戦線の充実（第2期ジュニア黄金時代）なども大きな話題となった。
1986年6月12日、大阪城ホールで行なわれたIWGPリーグ戦での、前田日明と藤波辰巳のシングルマッチでは、前田は序盤からキックを顔面や胸板に浴びせるが藤波は真っ向から受け、コーナーの藤波に対して放った縦回転の大車輪キックにより、藤波は額を切り大流血して最後は前田がロープに飛ぶというUWFとしては異例の行動を取る。前田の放ったフライングニールキックと藤波のジャンピング・ハイキックが空中で交差して両者後頭部から落ちてのダブルKOという壮絶な結末になった。この対決後に前田は「無人島と思っていたら、そこに仲間がいた」と語り上辺ではUWFと新日本の雪解けを予感させたが、新日本、UWFともにフラストレーションは高まる一方で、遠征先の熊本県水俣市の旅館で設けられた親睦の宴席では、双方泥酔し大暴れした挙げ句に旅館を破壊する騒動を起こした。
1987年、長州らジャパンが新日本に電撃復帰し、6月12日の両国国技館大会で行われたIWGPリーグ戦決勝戦の猪木対マサ斎藤戦で猪木が4連覇を達成した後、いつまで経ってもリング上が猪木世代に支配されていることに苛立った長州が「前田、おまえは噛み付かないのか。今しかないぞ俺たちがやるのは」と、リングから藤波と前田を巻き込むように世代闘争をアピール。これに前田が「どうせやるんだったら世代闘争に終わらんとな、誰が一番強いか決まるまでやればいいんだよ決まるまで」と呼応し、猪木、斎藤ら旧世代軍と長州、藤波、前田を中心とする新世代軍の戦いが始まった。
しかし、発起人である長州が「俺はフライングするぞ」の一言で旧世代軍との戦いの終結を早々に一方的に宣言したことで、長州と前田の間で確執ができ、ついに1987年11月19日の後楽園ホール大会で行われた維新軍対UWFの6人タッグマッチにおいて、前田が長州を防御の出来ない背後から顔面をモロに蹴るという「前田顔面蹴撃事件」を起こした。長州は右前頭洞底骨折の全治1か月の重傷を負い、プロレスにおける暗黙のルールである「故意に相手に怪我をさせるような攻撃はしてはならない」という禁を破った前田は、その行為を内外から問題視され、無期限出場停止処分となった（前田は「長州さんに蹴りを入れる前に肩を叩き「今から蹴りますよ」と合図を送ったが、肩を叩かれた長州さんが横を向いてしまった」「事件ではなく事故」と語っている）。その解除条件としてメキシコ遠征を言い渡されるものの、これを拒否したことで、1988年2月1日付けで前田は新日本から契約を解除される。

### 第2次UWF
新生UWFとも呼ばれる。

#### 活動再開
前田が再度「UWF」を設立し、4月8日に赤坂東急ホテルで設立記者会見を行った。前田によれば、当時懇意にしていたマザーエンタープライズ社長の福田信から前田に「独立して異種格闘技戦でもやればいい」という話があったのがきっかけで、旧UWF勢を中心に声をかけたところ好反応だったことから団体設立に踏み切ったという。
第1次時代は興行的に苦戦して活動停止に追い込まれたが、新日本との業務提携にてUWFスタイルをテレビを通じてアピール出来た事から、全国的にファンの支持を得ており、5月12日に後楽園ホールで旗揚げ戦を開催した。チケットがわずか15分で完売する等、旗揚げ前から異常なまでの盛り上がりを見せた。所属選手6名のみでの再出発となったが、前田日明は挨拶で「選ばれし者の恍惚と不安、2つ我あり」と心境を述べた。
6月11日、札幌中島体育センター大会を開催。仕事を休んで遠方からやってくるファンもいたほどで（ターザン山本が「密航」なる言葉まで生み出した）、放送作家の高田文夫や作家の夢枕獏も札幌まで足を運んだという。チケットぴあなどのチケット販売代理業を有効活用し、レーザーライトや舞台のスモーク効果を活用した旧来のプロレスとは異なる演出方法を取り入れたが、これはマザーエンタープライズの持つコンサート興行のノウハウを活用したものだった。
シリーズ巡業（サーキット）形式ではなく、月1回の単発形式に絞って各地の主要な試合会場を回るビッグマッチ形式を採用し、連戦による選手の著しいコンディション低下を予防。大会ごとの記念グッズを準備し販売したり、前の大会を完全収録したビデオソフトを次の大会でいち早く販売することで収益を上げ、興行数の少なさを補うなど新たな試みがなされた。
8月13日、有明コロシアムでシュートボクシングとの合同興行「真夏の格闘技戦」を開催し、メインイベントに前田対ジェラルド・ゴルドー戦を据えて成功させると、以降も大会を開催する度にチケット完売が続いた。
また、ルールでの整備にも着手し、かつて佐山が試みたような
- 試合は全てシングルマッチ1本勝負。
- 勝敗はKOもしくはギブアップのみでピンフォールなし。
- 5度のダウン（3度のロープエスケープで1度のダウンと算定）でTKO負け。

上記の基本的な枠組みを決定した。
1989年には藤原喜明を始め、新日本を退団した若手選手である船木誠勝、鈴木実（鈴木みのる）が入団。11月29日にはメガネスーパーの協賛による東京ドーム大会「U-COSMOS」を開催した。
ノンフィクション作家の柳澤健はUWFは結末の決まったショーであったとしている。長州力に、なんで第2次UWFを応援するんだ、彼らはプロレスなのか格闘技なのかどっちなんだ、と問われた週刊プロレス誌編集長のターザン山本は、プロレスだ、と答えている。柳澤は『格闘技通信』誌初代編集長の杉山頴男について、雑誌の売り上げを伸ばしたいばかりにUWFは結末の決まったショーと知りながら誌面上では真剣勝負の格闘技と読者を欺いた責任は重い、としている。

#### 解散
順風満帆かと思われていたが、スポンサーのメガネスーパーがプロレス界に参入、スポーツ事業として立ち上げたプロレス団体『SWS』との業務提携話が発生したため所属選手とフロントの間に不協和音が流れたほか、当時の社長・神真慈（神新二）と一部社員に会社経理における不正疑惑があると前田が主張、その結果、会社への背任行為として前田は5ヶ月間の出場停止処分を受けた。
1990年12月1日、松本運動公園体育館大会では全試合終了後、船木誠勝の呼びかけにより欠場中の前田を含む所属全選手がリングに勢揃いして万歳三唱を行い、選手の一致団結をアピール。最終的には社長の神が所属選手全員を解雇したことで、第2次UWFは解散した。
解散後、前田が先頭に立って選手主体による新たな団体（俗に第3次UWFとも称された）を設立する方向に動き、1991年1月に前田の自宅マンションで藤原を除いた主力選手によるミーティングを行った。前田は結束を呼びかけたが、宮戸優光や安生洋二らから不満が噴出し、結局前田がその場で解散を宣言し、リングス、UWFインターナショナル、新UWF藤原組の3団体に分裂した。
前田は選手達が解散後すぐに、それぞれの新たな団体を設立した事について「事前に準備していなければ、こんなに早く会社を起こせる訳がない。自分の知らない所で、みんな動いていたことにショックを受けた」と後に明かしているが、藤原は『KAMINOGE』のインタビューで否定している。船木が後年語ったところによれば、一度は宮戸が中心となり（前田・高田・山崎・藤原を除く）若手選手による新団体を作る話がまとまりかけるが、その間に藤原がメガネスーパーをスポンサーとした新団体（後の藤原組）の話をまとめ、藤原に主導権を握られたくない宮戸が高田を担ぎ（後のUWFインター）、しばらくして前田が改めて団体を作ろうと動いたときには（後のリングス）大半の選手の身の振り方が決まった後だったという。
分裂の過程ではかなり人間関係も破壊されたらしく、船木は後に「このUだけは会えないです。ホント、生々しい別れ方をしてるんで無理ですね」と語っている。ただし2005年頃の前田日明との関係修復以降は、互いの当時の状況を答え合わせのように事実確認しており、配信やメディアなどで説明している。

### 第2次UWFの大会一覧
| 大会名                                            | 日付           | 会場                     | 開催地           | 観衆    |
| ------------------------------------------------- | -------------- | ------------------------ | ---------------- | ------- |
| UWF ENERGY                                        | 1990年12月1日  | 松本運動総合体育館       | 長野県松本市     | 4000人  |
| UWF ATLANTIS                                      | 1990年10月25日 | 大阪城ホール             | 大阪府大阪市     | 15000人 |
| UWF MOVE                                          | 1990年9月13日  | 愛知県体育館             | 愛知県名古屋市   | 8500人  |
| UWF CREATE                                        | 1990年8月13日  | 横浜アリーナ             | 神奈川県横浜市   | 17000人 |
| UWF MIND                                          | 1990年7月20日  | 札幌中島体育センター     | 北海道札幌市     | 5600人  |
| UWF IDEA                                          | 1990年6月21日  | 大阪府立体育館           | 大阪府大阪市     | 7000人  |
| UWF FIGHTING f                                    | 1990年5月28日  | 宮城県スポーツセンター   | 宮城県仙台市     | 5500人  |
| UWF THE MEMORIAL                                  | 1990年5月4日   | 日本武道館               | 東京都千代田区   | 14000人 |
| UWF FIGHTING AREA                                 | 1990年4月15日  | 博多スターレーン         | 福岡県福岡市     | 4000人  |
| UWF ROAD                                          | 1990年2月27日  | 南足柄市体育センター     | 神奈川県南足柄市 | 4500人  |
| UWF with '90                                      | 1990年2月9日   | 大阪府立体育館           | 大阪府大阪市     | 7000人  |
| UWF with '90                                      | 1990年1月16日  | 日本武道館               | 東京都千代田区   | 14000人 |
| U-COSMOS                                          | 1989年11月29日 | 東京ドーム               | 東京都文京区     | 60000人 |
| FIGHTING ART UWF                                  | 1989年10月25日 | 札幌中島体育センター     | 北海道札幌市     | 5500人  |
| UWF FORCE KORAKUEN 2DAYS                          | 1989年10月1日  | 後楽園ホール             | 東京都文京区     | 2400人  |
| UWF FORCE KORAKUEN 2DAYS                          | 1989年9月30日  | 後楽園ホール             | 東京都文京区     | 2300人  |
| U.W.F. FIGHTING BASE                              | 1989年9月7日   | 長野市運動公園総合体育館 | 長野川県長野市   | 4500人  |
| UWF MIDSUMMER CREATION                            | 1989年8月13日  | 横浜アリーナ             | 神奈川県横浜市   | 17000人 |
| U.W.F FIGHTING SQUARE HAKATA                      | 1989年7月24日  | 博多スターレーン         | 福岡県福岡市     | 4000人  |
| U.W.F FIGHTING SQUARE                             | 1989年6月14日  | 愛知県体育館             | 愛知県名古屋市   | 8000人  |
| UWF MAY HISTORY 2nd                               | 1989年5月21日  | 東京ベイNKホール         | 千葉県浦安市     | 7000人  |
| UWF MAY HISTORY 1st.～OSAKA BASEBALL STADIUM      | 1989年5月4日   | 大阪球場                 | 大阪府大阪市     | 23000人 |
| UWF CORE～THE 1st.ANNIVERSARY～                   | 1989年4月14日  | 後楽園ホール             | 東京都文京区     | 2400人  |
| FIGHTING BASE～徳島プロフェッショナル・レスリング | 1989年2月27日  | 徳島市体育館             | 徳島県徳島市     | 4200人  |
| UWF DYNAMISM-BUDOHKAN SUPER BOUT                  | 1989年1月10日  | 日本武道館               | 東京都千代田区   | 14000人 |
| OSAKA SUPER BOUT-HEART BEAT UWF                   | 1988年12月22日 | 大阪府立体育館           | 大阪府大阪市     | 7000人  |
| FIGHTING NETWORK                                  | 1988年11月10日 | 露橋スポーツセンター     | 愛知県名古屋市   | 5000人  |
| FIGHTING NETWORK                                  | 1988年9月24日  | 博多スターレーン         | 福岡県福岡市     | 3500人  |
| 真夏の格闘技戦 THE PROFESSIONAL BOUT              | 1988年8月13日  | 有明コロシアム           | 東京都江東区     | 12000人 |
| STARTING OVER UWF                                 | 1988年6月11日  | 札幌中島体育センター     | 北海道札幌市     | 5200人  |
| STARTING OVER                                     | 1988年5月12日  | 後楽園ホール             | 東京都文京区     | 2300人  |

## タイトル
第1次
- UWFヘビー級王座

当初は新間寿の伝手により、WWFインターナショナル・ヘビー級王座が存在したが新日本プロレスに同じ名前の王座が存在しており、同じ名前の王座が2つ存在するという異常な事態となった。王者であった前田日明はWWFのエリアで防衛戦を1度だけ行ったが、それが最初で最後の防衛戦となり、新間がUWFから離れた事によってWWFとの関係も無くなり、「UWFヘビー級王座」と改称されたが防衛戦は行われないまま自然消滅した。
第2次
王座は設けていない。

## 所属選手
第1次と第2次の両方に所属
- 前田日明
- 藤原喜明
- 高田伸彦
- 山崎一夫
- 中野龍雄
- 安生洋二
- 宮戸成夫

第1次のみ所属
- ラッシャー木村
- 剛竜馬
- グラン浜田
- マッハ隼人
- ザ・タイガー / スーパー・タイガー（佐山聡）
- 木戸修
- 岡本剛
- 広松智
- 星名浩
- 森泰樹
- 神田秀宣
- 空中正三（ミスター空中）（レフェリー兼任）

第2次のみ所属
- 船木優治
- 鈴木実
- 田村潔司
- 垣原賢人
- 冨宅祐輔
- 内藤恒仁

## スタッフ、役員
第1次と第2次の両方に所属
- 北沢幹之（レフェリー）
- ミスター空中（第1次は選手兼レフェリー、第2次はレフェリーに専念）
- 神真慈（神新二）（第1次はリングアナウンサー、第2次は代表取締役社長）

第1次のみ所属
- 遠藤光男（レフェリー）
- 浦田昇（代表取締役社長）
- 伊佐早敏男（企画宣伝部長）
- 吉田稔（営業部長）
- 上井文彦（営業部）
- 浅子文晴（営業部）

第2次のみ所属
- 古田信幸（リングアナウンサー）
- 野呂田秀夫（リングドクター）
- 川崎浩市（営業部）